# Войнова-Павловская, Ольга Петровна
Ольга Петровна Войнова-Павловская (9 июня 1939, Лебединцы — сейчас Андрушевский район Житомирской области — 14 декабря 2002, Черкассы) — украинская певица советских и новейших времён (контральто), 1977 — народная артистка УССР.

## Биография
После окончания в 1956 Бравковской средней школы училась в Житомирском музыкальном училище, окончила в 1962 году.
Выступала в ансамбле «Ленок» — до 1960, некоторое время — в Волжском народном хоре города Куйбышев.
В 1960 году награждена медалью «За трудовую доблесть».
Непревзойденная исполнительница песни «Степом, степом шли в бой солдаты» — её написал 1966 года Анатолий Пашкевич; была первой исполнительницей нежно-трепетной «Над колыбелью сына» (судьба не подарила ей счастье материнства).
«Степом, Степом» она исполняла при открытии мемориала Вечного огня на могиле Неизвестного солдата в Москве в октябре 1967. Как рассказывала сама Ольга Петровна, во время торжеств министр обороны, маршал Советского Союза Р. Я. Малиновский подошел к ней, поблагодарил и поцеловал.
С 1965 года выступала как солистка Черкасского украинского народного хора — приняла предложение Анатолия Пашкевича стать солисткой.
Пела в дуэте с Раисой Кириченко, Евгенией Крикун, Людмилой Билановой, Татьяной Горбатенко. Для нее была написана песня «Ой, я маю чорні брови» — Иван Слета.
В 1969 удостоена звания заслуженная артистка Украины.
Лауреат Шевченковской премии 1981 года — в составе Черкасского народного хора.
Избиралась депутатом Черкасского городского и областного советов.
С 1991 года — солистка фольклорной группы «Росава» Черкасской филармонии.
В 1999 году награждена орденом «За заслуги» III степени — «за весомый вклад в национальное художественное наследие». В том же году награждена памятным знаком II степени «За заслуги перед городом Черкассы», почетная гражданка Черкасс.

## Память
- В 2009 году на доме 131 по улице Верхней Горовой в Черкассах установлена мемориальная доска в честь певицы.
- В Черкассах существует переулок Ольги Павловской.